# Granica. Operacja Hrubieszów
Treść tego artykułu od 2025-07 może nie być zgodna z zasadami neutralnego punktu widzenia.
 Po wyeliminowaniu niedoskonałości należy usunąć szablon {{Dopracować}} z tego artykułu.
Granica. Operacja Hrubieszów (ukr. Рубіж. Грубешівська операція) – ukraiński film dokumentalny o wspólnej walce ukraińskich i polskich powstańców z okupantem sowieckim w 1946 roku, stworzony przez UM-Group Production przy wsparciu Państwowej Agencji Ukrainy ds. Kina. Opowiada o ataku na Hrubieszów.
Festiwalowa premiera filmu odbyła się 28 maja 2019 roku podczas 48. Międzynarodowego Festiwalu Filmowego Molodist w Kijowie. W tym samym roku zajął 3. miejsce w kategorii „Pełnometrażowy film dokumentalny” na Międzynarodowym Festiwalu Filmowym „Dream City” w Równem. Film znalazł się również w programie konkursowym Festiwalu Niepokorni Niezłomni Wyklęci w Gdyni.
Telewizyjna premiera filmu odbyła się 12 stycznia 2020 roku na kanale Espreso TV. Film udostępniono bezpłatnie w marcu 2020 roku.

## Fabuła
Film w formie dialogu odtwarza myśli i poglądy oficera Ukraińskiej Powstańczej Armii (UPA) Jewhena Sztendery i oficera Armii Krajowej (AK), a następnie Zrzeszenia Wolność i Niezawisłość (WiN) Mariana Gołębiewskiego. Ci zaprawieni w bojach powstańcy angażują się w zaciętą debatę na temat historii swoich narodów w XX wieku, a w szczególności w okresie od 1939 do 1946 roku, kiedy to dzielnie walczyli z okupantami i byli torturowani przez sowieckie NKWD i niemieckie Gestapo. W straszliwym wirze niekończących się walk na wszystkich frontach II wojny światowej UPA i AK ostatecznie starły się ze sobą. Ale po latach wzajemnej goryczy Ukraińcy i Polacy w końcu zdali sobie sprawę ze straszliwego zewnętrznego zagrożenia komunistycznego, doszli do porozumienia i wspólnie zaczęli walczyć z Sowietami. 
W nocy z 27 na 28 maja 1946 roku doszło do udanego ataku na kontrolowany przez NKWD Hrubieszów – była to jedna z największych operacji zbrojnych, jakie UPA przeprowadziła wspólnie z WiN-em.